# Stephan Bamborschke

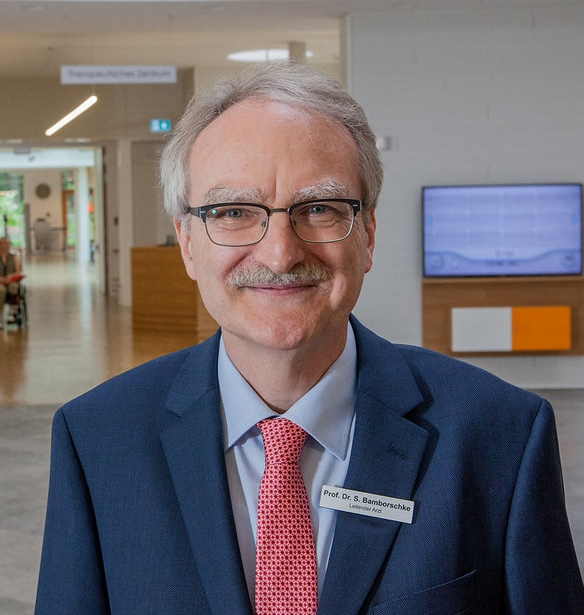
Stephan Bamborschke, 2017

Stephan Matthias Ulrich Bamborschke (* 20. März 1955 in Berlin) ist ein deutscher Arzt für Neurologie und Psychiatrie mit Zusatzqualifikationen in neurologischer Intensivmedizin, Rehabilitationswesen, Sozialmedizin, Physikalischer Therapie und spezieller Schmerztherapie, sowie Hochschullehrer für Neurologie. Zuletzt war er als leitender Arzt des P.A.N. Zentrums für Post Akute Neurorehabilitation der Fürst Donnersmarck-Stiftung tätig und als Head of Research der Leiter der Forschungsabteilung der Stiftung.

## Leben
Nach dem Abitur am Askanischen Gymnasium in Berlin-Tempelhof studierte Bamborschke Medizin an der Freien Universität Berlin und der Albert-Ludwigs-Universität Freiburg. Seine wissenschaftliche Laufbahn begann er am Institut für Neuropathologie der Universität Freiburg, wo er bei Paul Kleihues zur Hirntumorforschung promovierte. Nach einem Aufenthalt als Assistenzarzt an der Neurologischen Klinik des Krankenhauses Köln-Merheim wechselte an das Kölner Universitätsklinikum. Dort absolvierte er die Ausbildung zum Facharzt für Neurologie und Psychiatrie sowie die Zusatzausbildung im Bereich der neurologischen Intensivmedizin. Zu seinen medizinischen Lehrern gehörten Wolf-Dieter Heiss, Heiko Bewermeyer und Uwe Henrik Peters. Wissenschaftlich beschäftigte sich Bamborschke vor allem mit der Diagnostik und Therapie von Neuroinfektionen, der Neuroimmunologie sowie Entzündungen und Tumoren des Nervensystems. Er war Leiter des neurologisch-klinischen Labors und der neurologischen Poliklinik. Außerdem betreute als Oberarzt die Intensivstation mit Stroke Unit sowie Spezialambulanzen für Multiple Sklerose Patienten und Patienten mit Neuroborreliose. Parallel zu seinen klinischen Tätigkeiten war Bamborschke unter Wolf-Dieter Heiss am Max-Planck-Institut für neurologische Forschung als freier Mitarbeiter tätig.
1993 habilitierte sich Bamborschke an der Universität zu Köln und war danach bis zum Jahr 2000 Oberarzt der Klinik für Neurologie und Leiter der neurologischen Poliklinik der Universität Köln. Im Jahr 2000 wechselte Bamborschke in die Brandenburgklinik Berlin-Brandenburg, wo er sich als Chefarzt der Abteilung Neurologie der Förderung der neurologischen Rehabilitation widmete. Neben der allgemeinen klinischen Tätigkeit forschte er hier zur Therapie der Fatigue bei Multiple-Sklerose-Patienten. Daneben war Bamborschke als Lehrbeauftragter an der Charité der Humboldt-Universität zu Berlin und als Honorarprofessor der Universität Potsdam tätig.
Von 2008 bis 2021 war Bamborschke leitender Arzt des Fürst Donnersmarck-Hauses der Fürst Donnersmarck-Stiftung in Berlin-Frohnau. In dieser Position baute er das P.A.N. Zentrum für Post Akute Neurorehabilitation maßgeblich mit auf und entwickelte es konzeptionell weiter. In diesem Zusammenhang war Bamborschke auch an der Umsetzung der Einrichtung von ambulanten Wohnformen für Menschen mit hohem Betreuungsbedarf (Wohnen mit Intensivbetreuung/WmI) beteiligt. Begleitend forschte und publizierte Bamborschke zur Langzeitrehabilitation von Menschen mit erworbener Hirnschädigung sowie zur Begleitforschung und zur Weiterentwicklung evidenzbasierter Neurotherapien.
Stephan Bamborschke ist seit 1984 verheiratet und hat 3 Söhne.

## Publikationen
Bamborschke publizierte mehr als 80 Originalarbeiten sowie zahlreiche Kongress- und Buchbeiträge. Er hielt über 300 Vorträge auf wissenschaftlichen Fortbildungsveranstaltungen und unterrichtete Medizinstudenten in Neurologie am Krankenbett und im Rahmen der Hauptvorlesung.
- Stephan Bamborschke: Die Alkylierung der DNA verschiedener Organe der Mongolischen Wüstenrennmaus (Meriones unguiculatus) durch die Kanzerogene N-Methyl-Nnitrosoharnstoff, N-Nitrosomethylbenzylamin und N-Nitrosodimethyamin. Dissertation. Medizinische Fakultät der Albert Ludwigs-Universität, Freiburg i.Br. 1983. DNB 840036183.
- Stephan Bamborschke: Neue diagnostische Möglichkeiten in der Liquorzytologie – Verbesserung der Aussagekraft durch Immunzytochemie und in-situ-Hybridisierung bei akuten und subakuten Entzündungen des Zentralen Nervensystems. Habilitationsschrift. Medizinische Fakultät der Universität zu Köln, Köln 1993.
- Stephan Bamborschke: Postakute Neurorehabilitation – Langzeiterfolge bei schwer betroffenen jüngeren Menschen mit erworbenen Hirnschäden. In: Neurologie und Rehabilitation. Nr. 13, 2009, S. 26.
- Stephan Bamborschke: Das Leben nach erworbener Hirnschädigung: Psychosoziale Belastungen von Betroffenen und Angehörigen. In: A. Ebert, W. Fries, L. Ludwig (Hrsg.): Rehabilitation und Nachsorge nach Schädelhirnverletzung, Teilhabe: Wege und Stolpersteine. Hippocampus Verlag, Bad Honnef 2009, S. 56.
- S. Bamborschke, U. Lenk, S. Wenda, S. Schlichting, V. Schmidt: Postakute Neurorehabilitation – langfristige Therapieerfolge bei schwer betroffenen jüngeren Menschen mit erworbenen Hirnschäden ist erfolgreich. In: Neurologie und Rehabilitation. Nr. 14, 2010, S. 289.
- S. Bamborschke, U. Lenk, S. Wenda, S. Schlichting, V. Schmidt: Long term rehabilitation of patients with dissorientation and executive disorders die to acquired brain damage is effectice. In: Neurorehabilitation and Neural Repair. Nr. 26, 2012, S. 395.
- S. Bamborschke, S. Schlichting, U. Lenk, S. Wenda, V. Schmidt: Postakute Neurorehabilitation in der Nachsorge erwachsener – erfolgreiche Brücke zwischen Rehaklinik und ambulantem Wohnen. In: Neurologie und Rehabilitation. Nr. 18, 2012, S. 4.
- S. Bamborschke, P. Frommelt, V. Schmidt: Phase E/Nachsorge Teilhabeförderung nach Abschluss der stationären medizinischen Rehabilitation (Workshop mit Patientenvorstellung, 23. Jahrestagung DGNR). In: Neurologie und Rehabilitation. Nr. 19, 2013, S. 375.
- S. Bamborschke, M. Shoji, P. Kleihues: Metabolism of N-Nitrosomethylbenzylamine in the Mongolian Gerbil (Meriones ungui-culatus). In: Anticancer Research. Nr. 2, 1982, S. 241–244.
- S. Bamborschke, P. J. O’Connor, G. P. Margison, P. Kleihues, G. B. Maru: DNA Methylation by Dimethylnitrosamine in the Mongolian Gerbil (Meriones unguiculatus): Indications of a Deficient, Noninducible Hepatic Repair System for O6-Methylguanine. In: Cancer Research. Nr. 43, 1982, S. 1306–1311.
- S. Bamborschke, P. Kleihues, G. Doerjer: Persistence of alkylated DNA bases in the Mongolian gerbil (Meriones unguiculatus) following a single dose of methylnitrosourea. In: Carcinogenesis. Nr. 1, 1983, S. 111–113.